# Youssoufa Moukoko
Youssoufa Moukoko (ur. 19 lipca 2000 w Jaunde) – niemiecki piłkarz kameruńskiego pochodzenia, występujący na pozycji napastnika we francuskim klubie OGC Nice, do którego jest wypożyczony z Borussii Dortmund oraz w reprezentacji Niemiec. Uczestnik Mistrzostw Świata 2022.

## Kariera

### Kariera juniorska
W latach 2014–2016 Moukoko grał w młodzieżowym zespole FC St. Pauli, strzelił wówczas 23 gole w 13 meczach. W lipcu 2016 roku dołączył do akademii Borussii Dortmund. W drużynie „BVB” do lat 17 zagrał w 56 meczach, w których strzelił 90 goli. W 2019 roku dołączył do zespołu Borussii do lat 19. 8 listopada 2019 zadebiutował w klasie wiekowej U-19 i zdobył 6 goli w wygranym 9:2 meczu przeciwko Wuppertaler SV U-19. Łącznie w Borussii U-19 zagrał w 25 meczach, w których strzelił 47 goli. 17 września 2019 zadebiutował w Lidze Młodzieżowej UEFA w meczu przeciwko FC Barcelonie, zostając najmłodszym piłkarzem w historii, który wystąpił w tych rozgrywkach. 23 października 2019 strzelił swojego pierwszego gola w UEFA Youth League, stając się najmłodszym strzelcem gola w historii tych rozgrywek.

### Kariera klubowa
Na początku kwietnia 2020 roku Deutscher Fußball-Bund obniżyło minimalny wiek dla piłkarza występującego w Bundeslidze z 17 do 16 lat. Dzień po swoich 16 urodzinach (21 listopada 2020) zadebiutował w seniorskiej piłce nożnej w wygranym 5:2 meczu przeciwko Herthcie BSC, zostając najmłodszym piłkarzem, który wystąpił w najwyższej niemieckiej klasie rozgrywkowej. 8 grudnia 2020 zadebiutował w Lidze Mistrzów UEFA, wchodząc na murawę z ławki rezerwowych w 58 minucie w wygranym 2:1 meczu przeciwko Zenitowi Petersburg, stając się najmłodszym piłkarzem, który zagrał w meczu LM. 18 grudnia 2020 Moukoko zdobył swojego pierwszego gola w Bundeslidze, stając się tym samym najmłodszym strzelcem bramki w historii tych rozgrywek. W kwietniu 2021 roku doznał kontuzji stopy, która wykluczyła go z gry do końca sezonu 2020/2021. W sezonie 2020/2021 Borussia Dortmund zwyciężyła w Pucharze Niemiec, a Moukoko, pomimo braku gry w tych rozgrywkach, otrzymał złoty medal.
7 sierpnia 2021 zadebiutował w Pucharze Niemiec, wchodząc z ławki rezerwowych w 85 minucie w wygranym 3:0 meczu przeciwko SV Wehen Wiesbaden. 17 sierpnia 2021 zagrał w przegranym 1:3 meczu z Bayernem Monachium o Superpuchar Niemiec.

### Kariera reprezentacyjna
11 września 2017 Youssoufa Moukoko zadebiutował w reprezentacji Niemiec U-16 w wygranym 3:1 meczu przeciwko reprezentacji Austrii U-16. 3 września 2020 zadebiutował w reprezentacji Niemiec U-20. W marcu 2021 został powołany przez Stefana Kuntza na Mistrzostwa Europy U-21, na turnieju nie rozegrał żadnego meczu. Reprezentacja Niemiec zwyciężyła w tym turnieju, a Moukoko, pomimo braku gry w tych rozgrywkach, otrzymał złoty medal.
16 listopada 2022 zadebiutował w seniorskiej reprezentacji Niemiec w meczu przeciwko Omanowi. 10 listopada tego samego roku został powołany na Mistrzostwa Świata w Piłce Nożnej w 2022 roku. Zagrał w meczu z Japonią, wchodząc z ławki w 90. minucie meczu, stając się tym samym najmłodszym reprezentantem Niemiec, który zagrał na mistrzostwach świata.

## Kontrowersje
W grudniu 2024 roku domniemany ojciec Moukoko stwierdził: „Youssoufa nie jest moim biologicznym synem, ani synem mojej żony. Nie urodził się również 20/11/2004 w Yaoundé, Kamerun. W rzeczywistości urodził się 19/07/2000. Został zrobiony cztery lata młodszy. Został jednak zarejestrowany jako urodzony 20/11/2004.” Jednak te twierdzenia nie zostały jeszcze potwierdzone.

## Statystyki
(aktualne na dzień 3 marca 2024)
| Klub              | Sezon             | Liga              | Liga  | Liga   | Puchar kraju | Puchar kraju | Europa | Europa | Inne  | Inne   | Suma  | Suma   |
| Klub              | Sezon             | Liga              | Mecze | Bramki | Mecze        | Bramki       | Mecze  | Bramki | Mecze | Bramki | Mecze | Bramki |
| ----------------- | ----------------- | ----------------- | ----- | ------ | ------------ | ------------ | ------ | ------ | ----- | ------ | ----- | ------ |
| Borussia Dortmund | 2020/2021         | Bundesliga        | 14    | 3      | 0            | 0            | 1      | 0      | 0     | 0      | 15    | 3      |
| Borussia Dortmund | 2021/2022         | Bundesliga        | 16    | 2      | 2            | 0            | 3      | 0      | 1     | 0      | 22    | 2      |
| Borussia Dortmund | 2022/2023         | Bundesliga        | 26    | 7      | 3            | 0            | 6      | 0      | —     | —      | 35    | 7      |
| Borussia Dortmund | 2023/2024         | Bundesliga        | 14    | 3      | 3            | 1            | 3      | 0      | —     | —      | 20    | 4      |
| Ogółem w karierze | Ogółem w karierze | Ogółem w karierze | 70    | 15     | 8            | 1            | 13     | 0      | 1     | 0      | 92    | 16     |